# YJ-62
El YJ-62 (chino: 鹰击-62; pinyin: yingji-62; en español: 'golpe de águila 62') es un misil de crucero antibuque subsónico chino. Está fabricado por la Tercera Academia de la Corporación de Industria y Ciencia Aeroespacial de China.

## Descripción

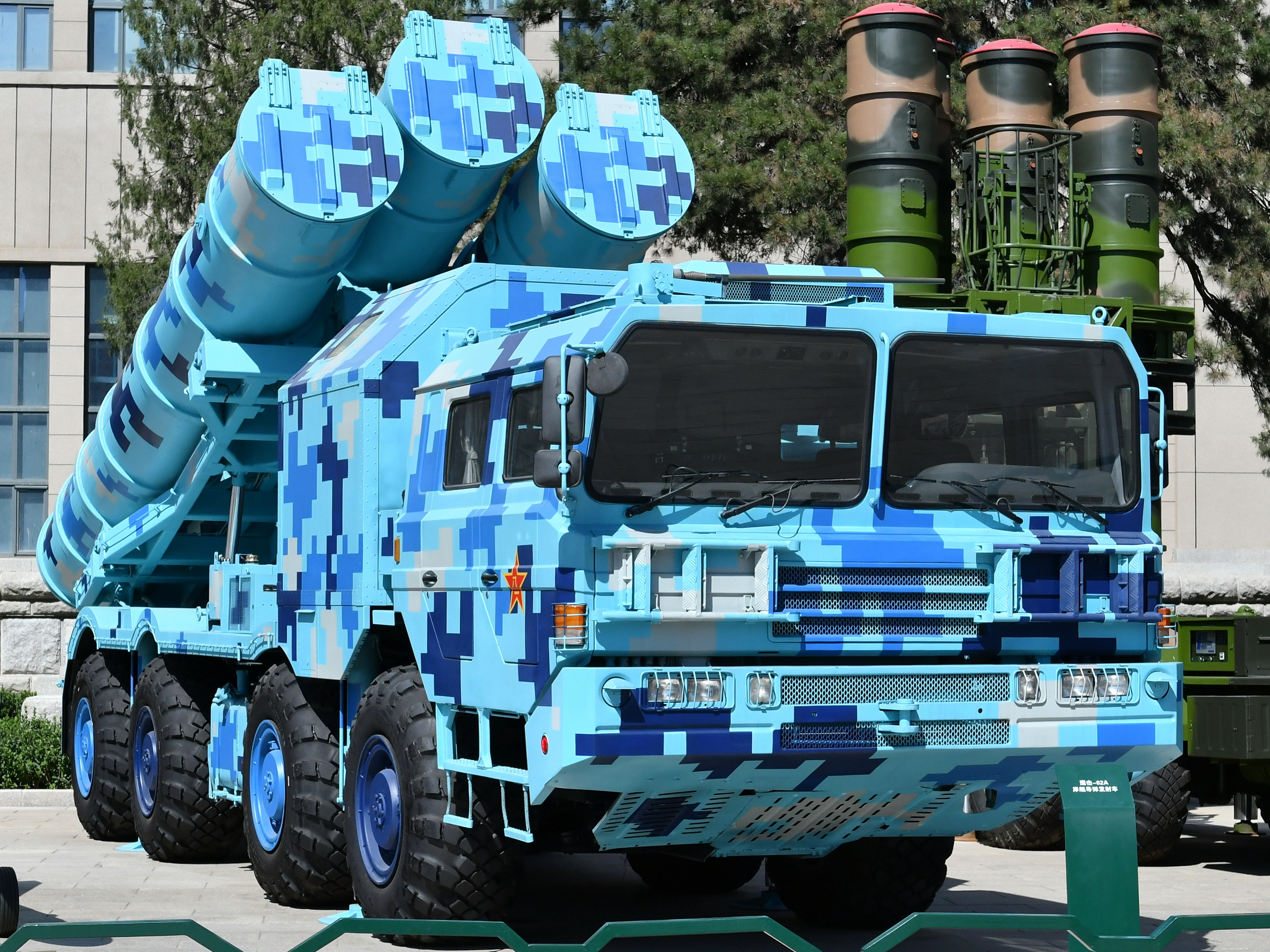
YJ-62A en un TA580/TAS5380

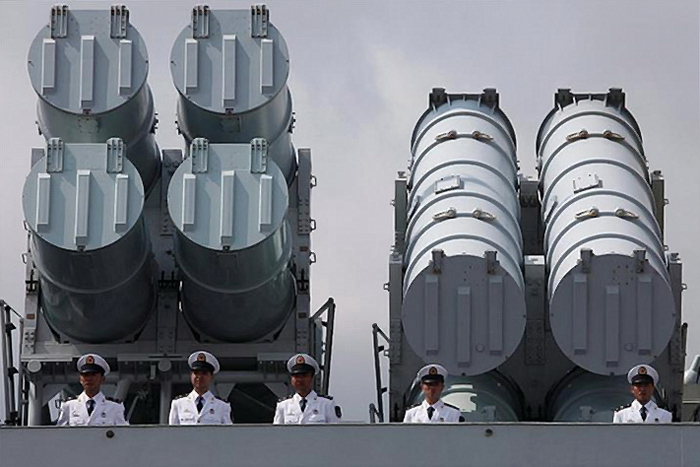
Marineros chinos junto a los lanzadores de misiles antibuque del CNS Haikou (DDG-171) en 2012.

En un artículo de septiembre de 2014 publicado en Joint Forces Quarterly, se atribuye al YJ-62 una ojiva de 210 kg (460 lb), una velocidad de Mach 0,6 - Mach 0. 8 (735-980 km/h; 457-609 mph), y una altura de ataque terminal en el mar de 7-10 metros; El misil tiene un sistema de navegación inercial que utiliza datos GPS y BeiDou, y un sensor terminal activo. Un informe de 2017 del Instituto de Estudios Marítimos de China (CSMI) atribuye al buscador de radar activo un alcance de adquisición de 22 millas náuticas (41 km).
En 2015, la Oficina de Inteligencia Naval de la Marina de los Estados Unidos consideró que el YJ-62 tenía un alcance mayor que las 150 millas náuticas (170 mi; 280 km) de la versión de exportación C-602,Se han dado cifras de al menos 400 km. El informe del CSMI de 2017 señala que un alcance tan largo sugiere que el misil recibe apuntamiento desde otras plataformas. Al YJ-62A se le atribuye un alcance de hasta 400 km.
El misil se despliega a bordo de destructores Tipo 052C y por unidades de defensa costera que utilizan transportadores erectores lanzadores.

### C-602
El C-602 es la versión de exportación del YJ-62, con un alcance de 280 km, una ojiva semiblindada de 300 kg (660 lb) y guiado GPS. El alcance reducido se ajusta a las restricciones del Régimen de control de tecnología de misiles.
El C-602 se presentó en septiembre de 2005[1] y se exhibió por primera vez fuera de China en la feria aeroespacial y de defensa africana de 2006.

### CM-602G
El CM-602G es una versión de ataque terrestre del C-602. Se anuncia con un alcance de 290 km, una ojiva penetrante de fragmentación/explosión de 480 kg y un sistema de guiado inercial que utiliza datos GPS que pueden aumentarse para proporcionar un control hombre en bucle.
El misil se presentó en la Exposición Internacional de Aviación y Aeroespacial de China en 2012.